# Cmentarz żydowski w Głownie
Cmentarz żydowski w Głownie – został założony w XVIII wieku i uległ zniszczeniu – najprawdopodobniej podczas II wojny światowej.
Po wojnie na jego miejscu wybudowano fabrykę. W latach 70. XX wieku został zalany przez sztucznie utworzony zalew Mrożyczka.